# Список автомобілів Škoda
З моменту свого заснування в 1895 році (до 1925 року — як Laurin & Klement) й по нині, компанія Škoda Auto виробляла такі автомобілі:

## Поточні моделі
Авто, ексклюзивні для Китаю        Авто, ексклюзивні для Індії
| Модель                        | Модель | Модель        | Рік появи | Поточна модель | Поточна модель                  | Опис автомобіля |
| Модель                        | Модель | Модель        | Рік появи | Репрезентація  | Оновлення (рестайлінг/фейсліфт) | Опис автомобіля |
| ----------------------------- | ------ | ------------- | --------- | -------------- | ------------------------------- | --- |
| Хетчбек                       |        |               |           |                |                                 | |
|                               |        | Fabia         | 1999      | 2021           | —                               | хетчбек B-сегмента (Supermini).                                                                                                 |
|                               |        | Scala         | 2019      | 2019           | 2023                            | хетчбек B+/C-сегмента (наступниця моделі Rapid Spaceback).                                                                      |
| Ліфтбек / Седан               |        |               |           |                |                                 | |
|                               |        | Octavia       | 1996      | 2020           | 2024                            | ліфтбек C-сегмента+ (Small Family Car). Найпродаваніша модель Škoda.                                                            |
|                               |        | Superb        | 2001      | 2023           | —                               | ліфтбек D-сегмента (Large Family Car), флагманська модель Škoda.                                                                |
|                               |        | Slavia        | 2021      | 2021           | —                               | седан B-сегмента, на базі Volkswagen Virtus.                                                                                    |
| Універсал (Combi)             |        |               |           |                |                                 | |
|                               |        | Octavia       | 1996      | 2020           | 2024                            | універсал C-сегмента+, найбільш продаваної моделі Škoda.                                                                        |
|                               |        | Superb        | 2001      | 2023           | —                               | універсал D-сегмента, флагманської моделі Škoda.                                                                                |
| Позашляховик (SUV) / Кросовер |        |               |           |                |                                 | |
|                               |        | Enyaq         | 2020      | 2020           | 2025                            | повністю електричний кросовер C-сегмента, побудований на спеціальній платформі для електромобілей (MEB платформа).              |
|                               |        | Enyaq         | 2022      | 2022           | 2025                            | Enyaq Coupé — крос-купе версія Enyaq з більш похилою задньою лінією даху.                                                       |
|                               |        | Elroq         | 2024      | 2024           | —                               | повністю електричний кросовер C-сегмента, побудований на спеціальній платформі для електромобілей (MEB платформа).              |
|                               |        | Kamiq         | 2019      | 2019           | 2023                            | кросовер B-сегмента, побудований на платформі MQB A0.                                                                           |
|                               |        | Kamiq (Китай) | 2018      | 2018           | —                               | кросовер B-сегмента для китайського ринку, побудований на старішій платформі PQ34.                                              |
|                               |        | Kamiq (Китай) | 2019      | 2019           | —                               | Kamiq GT — версія китайського Kamiq з більш витонченою задньою частиною кузова.                                                 |
|                               |        | Karoq         | 2017      | 2017           | 2021                            | rомпактний кросовер (C-сегмента), побудований на платформі MQB A1. Пов'язаний з SEAT Ateca, Volkswagen Taos/Tharu та Jetta VS5. |
|                               |        | Kodiaq        | 2016      | 2023           | —                               | трирядний середньорозмірний кросовер (D-сегмент), побудований на платформі MQB Evo.                                             |
|                               |        | Kodiaq        | 2018      | 2018           | 2022                            | Kodiaq GT — версія Kodiaq для Китаю із заниженою задньою частиною кузова.                                                       |
|                               |        | Kylaq         | 2025      | 2025           | —                               | кросовер B-сегмента для індійського ринку, тісно пов'язаний з бразильським Volkswagen Tera.                                     |
|                               |        | Kushaq        | 2021      | 2021           | —                               | кросовер B-сегмента для індійського ринку на базі Volkswagen Taigun/T-Cross.                                                    |

## Історичні моделі

### 1900-ті роки
- Laurin & Klement A (1905–07)
- Laurin & Klement B (1906–08)
- Laurin & Klement C (1906–08)
- Laurin & Klement D (1906–07)
- Laurin & Klement E (1906–09)
- Laurin & Klement B2 (1907–08)
- Laurin & Klement C2 (1907–08)
- Laurin & Klement F (1907–09)
- Laurin & Klement FF (1907)
- Laurin & Klement FC (1907–09)

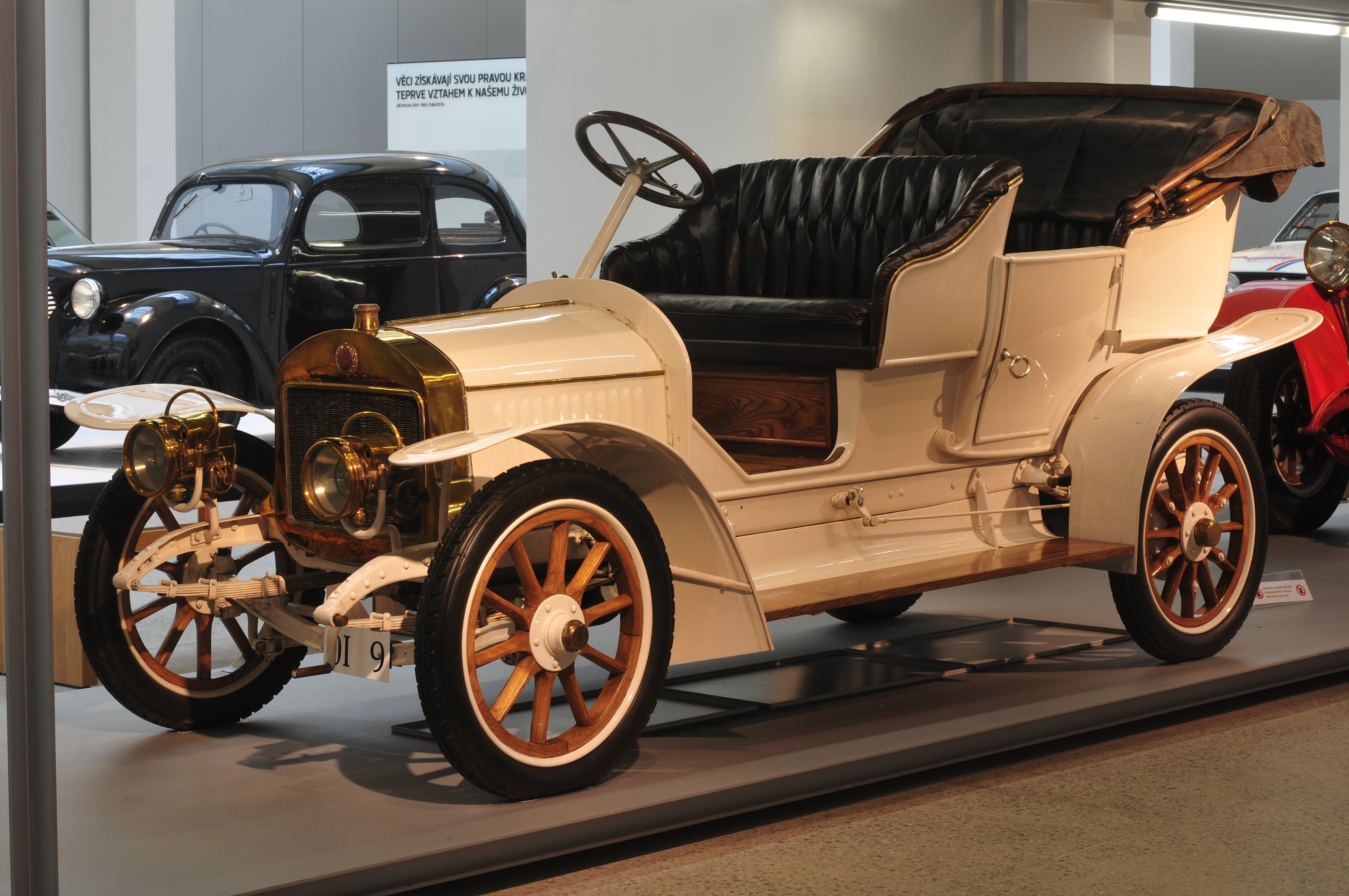
Laurin & Klement G

- Laurin & Klement HO/ HL/HLb (1907–13)
- Laurin & Klement BS (1908–09)
- Laurin & Klement FCS (1908–09)
- Laurin & Klement G (1908–11)
- Laurin & Klement DO/DL (1909–12)
- Laurin & Klement FDO/FDL (1909–15)
- Laurin & Klement EN (1909–10)
- Laurin & Klement FN/GDV/RC (1909–13)
- Laurin & Klement FCR (1909)
- Laurin & Klement L/LO (1909–11)

### 1910-ті роки

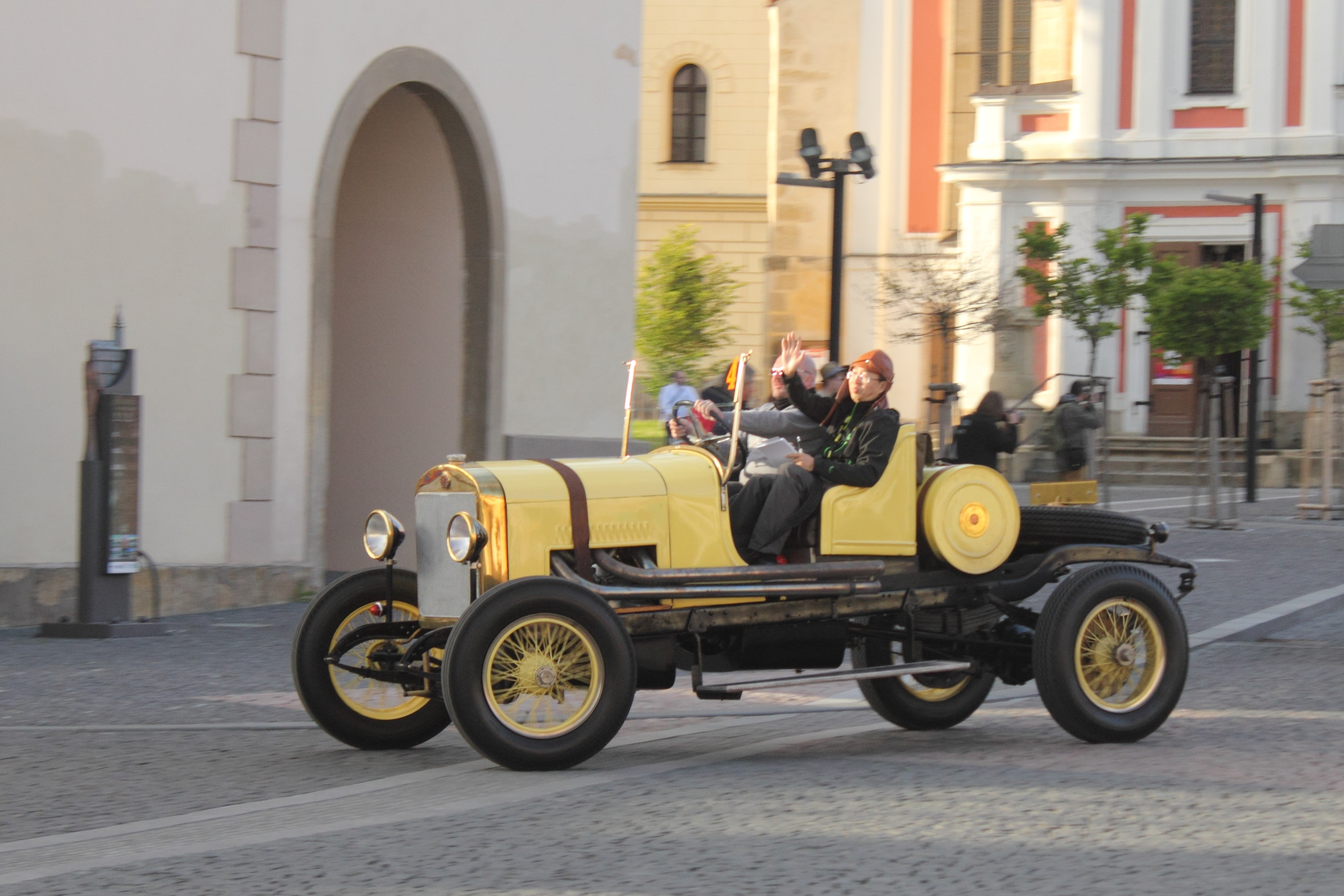
Laurin & Klement 300

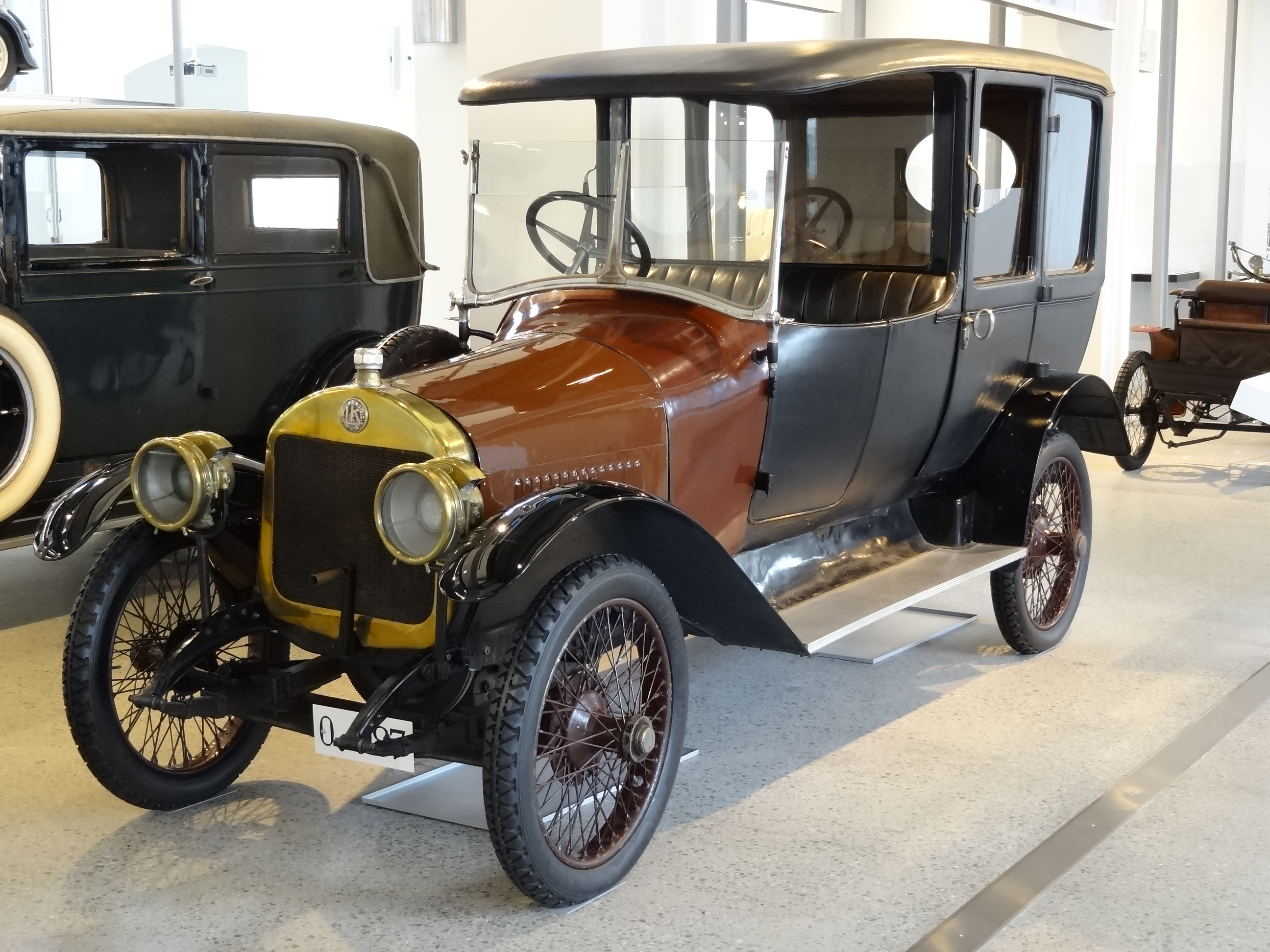
Laurin & Klement S

- Laurin & Klement ENS (1910–11)
- Laurin & Klement K / Kb / LOKb (1911–15)
- Laurin & Klement LK (1911–12)
- Laurin & Klement S / Sa (1911–16)
- Laurin & Klement DN (1912–15)
- Laurin & Klement RK (1912–16)
- Laurin & Klement Sb / Sc (1912–15)
- Laurin & Klement M / Mb / MO (1913–15)
- Laurin & Klement MK / 400 (1913–24)
- Laurin & Klement O / OK (1913–16)
- Laurin & Klement Sd / Se / Sg / Sk (1913–17)
- Laurin & Klement Ms (1914–20)
- Laurin & Klement Sh / Sk (1914–17)
- Laurin & Klement T / Ta (1914–21)
- Laurin & Klement Si / Sl / Sm / So / 200 / 205 (1916–24)
- Laurin & Klement Md / Me / Mf / Mg / Mh / Mi / Ml / 300 / 305 (1917–23)

### 1920-ті роки
- Laurin & Klement MS / 540 / 545 (1920–23)

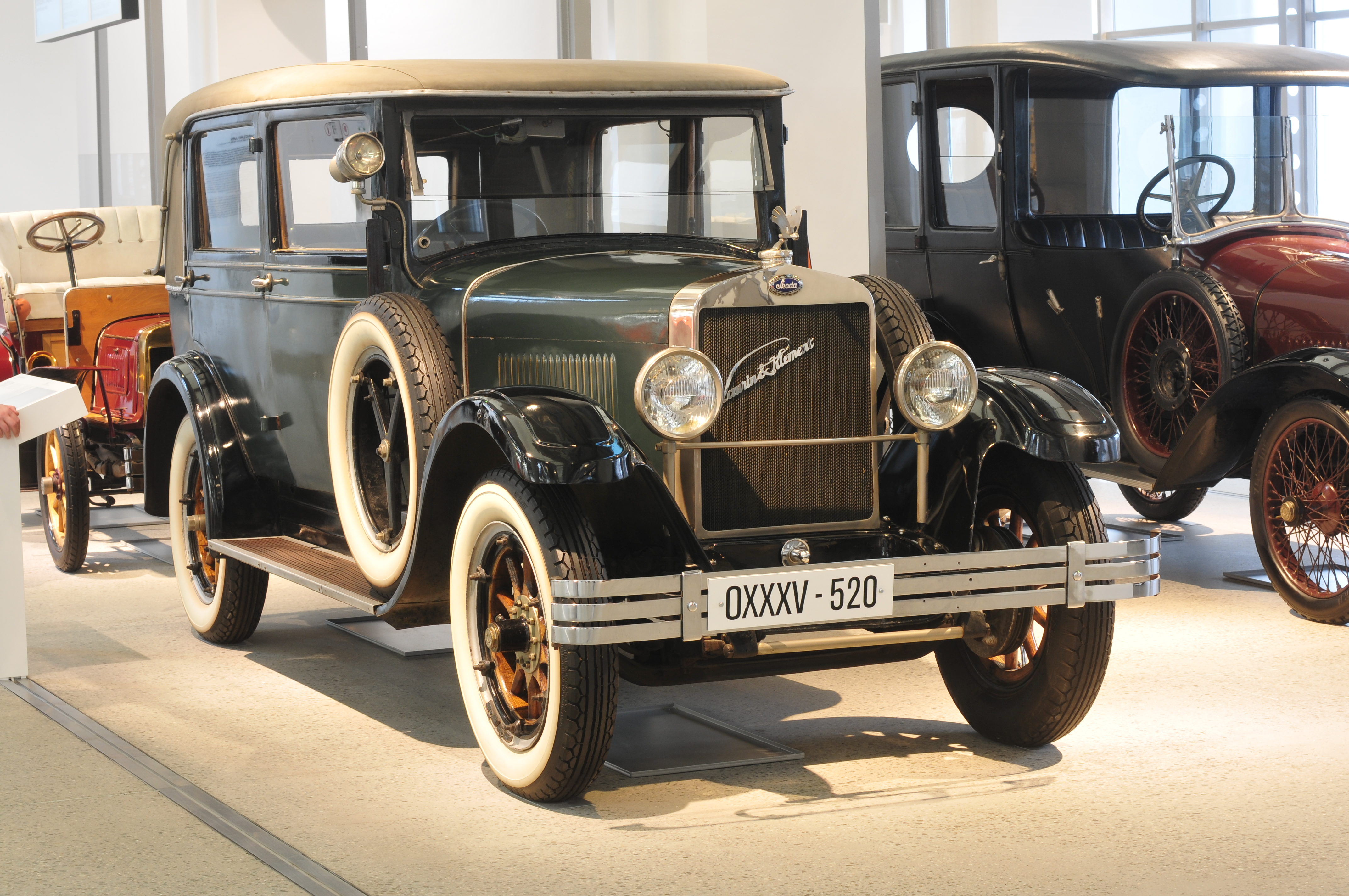
Laurin & Klement — Škoda 110 (1925)

- Laurin & Klement Škoda 545 (1924–27)
- Škoda 422 (1929–32)
- Škoda 430 (1929–36)
- Škoda 645 (1929–34)
- Škoda 860 (1929–32)

- Škoda 650 (1930–34)
- Škoda 633 (1931–34)
- Škoda 637 (1932–35)
- Škoda 932 (1932)
- Škoda 420 Standard / Rapid / Popular (1933–38)

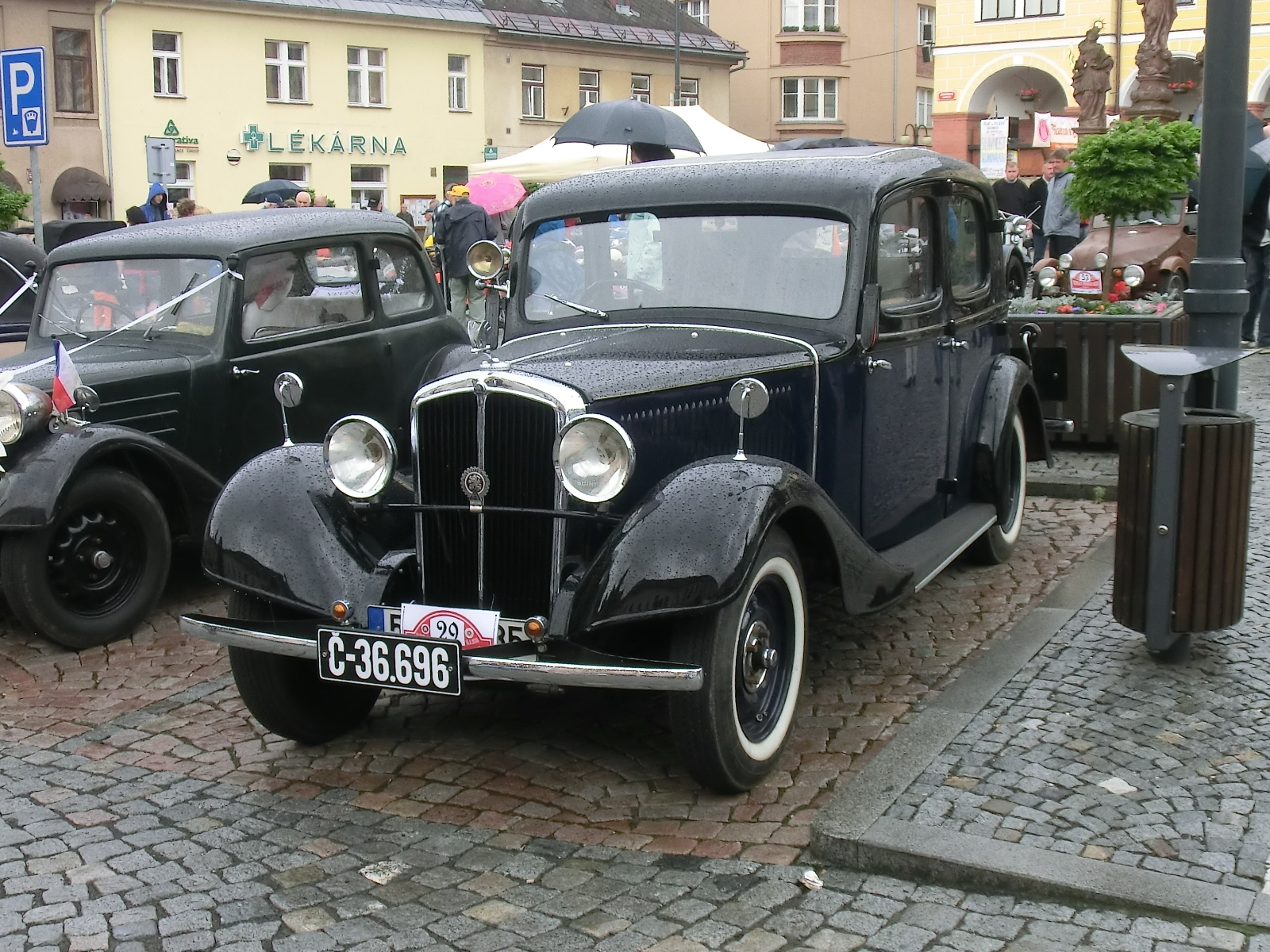
Škoda 633 (1933)

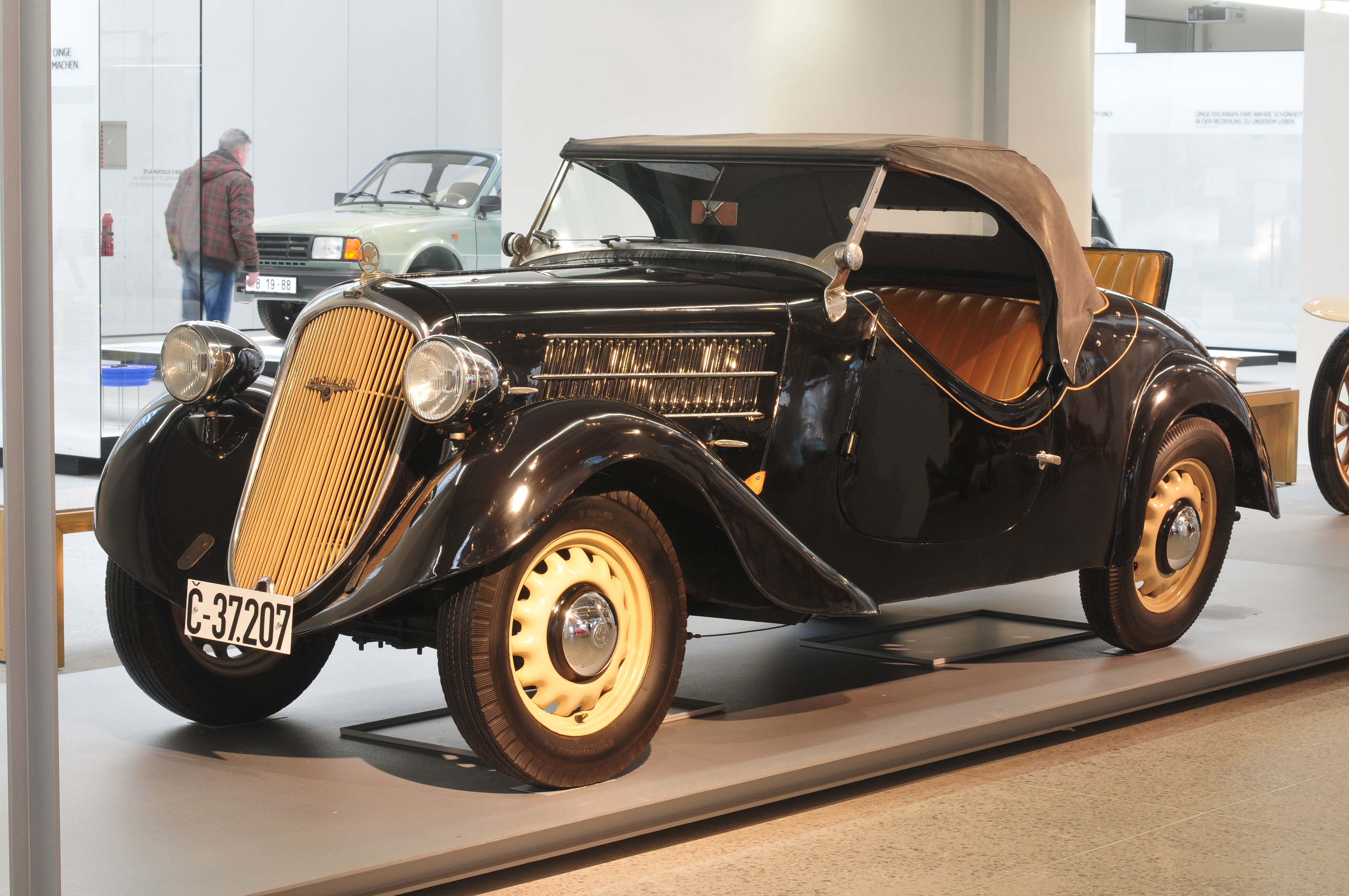
Škoda Popular (1934–44)

- Škoda 935 Dynamic (1935, тільки прототип)[1]
- Škoda Rapid (1935–47)
- Škoda Favorit (1936–41)
- Škoda Superb (1934–43)

### 1940-ті роки

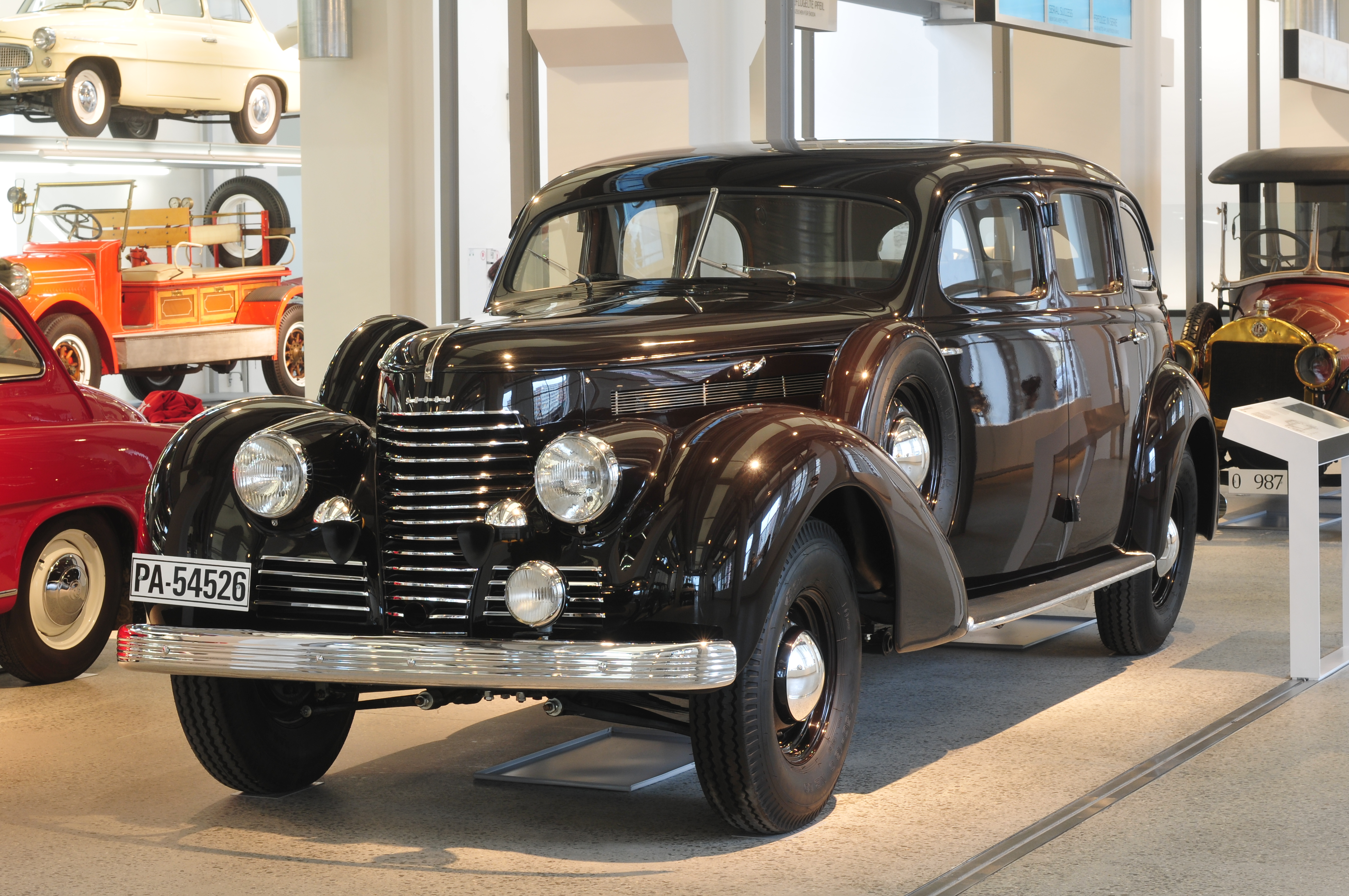
Škoda Superb (1940)

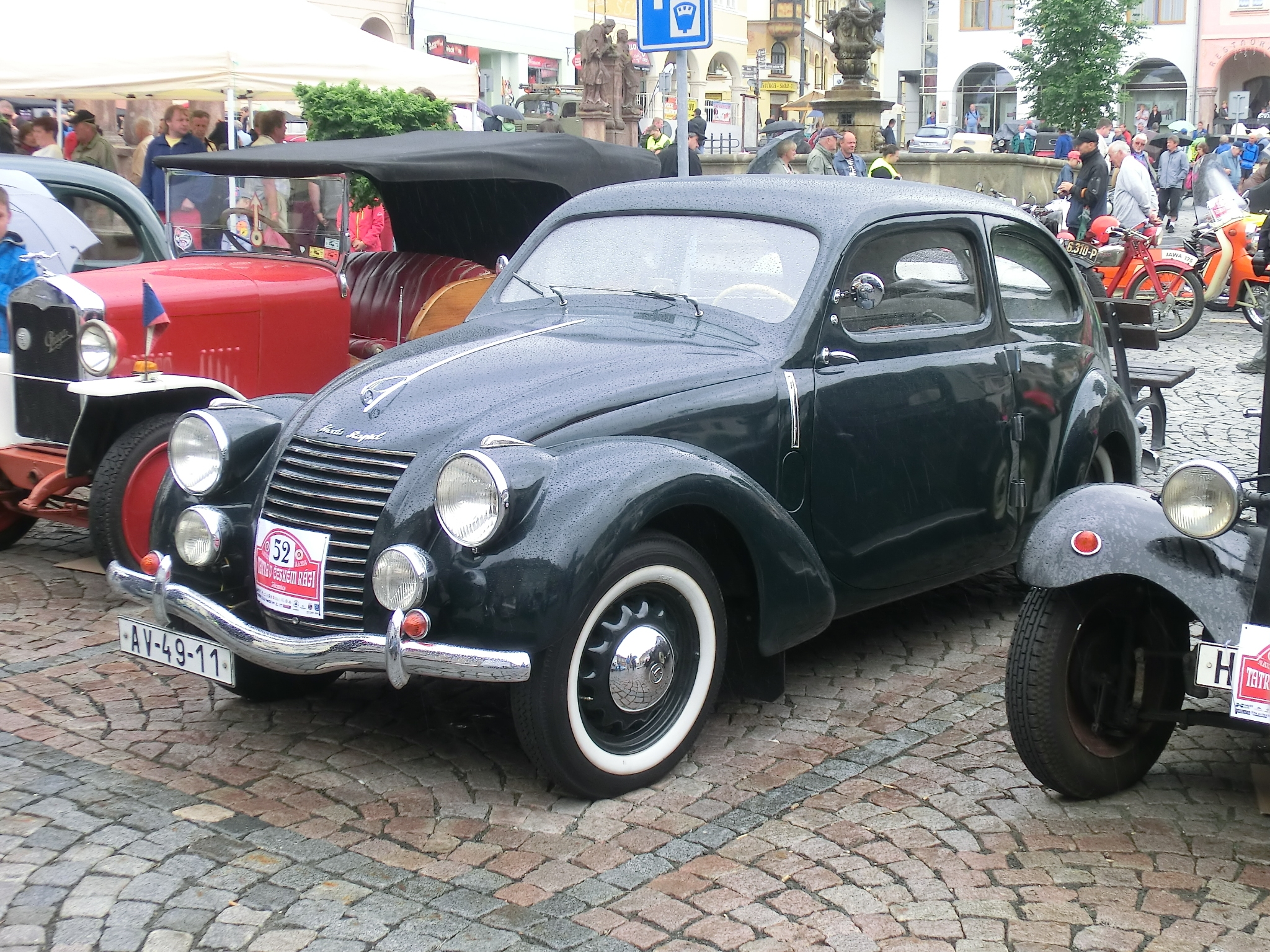
Škoda Rapid (1940)

- Škoda Superb OHV (1946–49)
- Škoda 1101 Tudor (1946–49)
- Škoda 1102 (1948–52)
- Škoda VOS (1949–52)

### 1950-ті роки

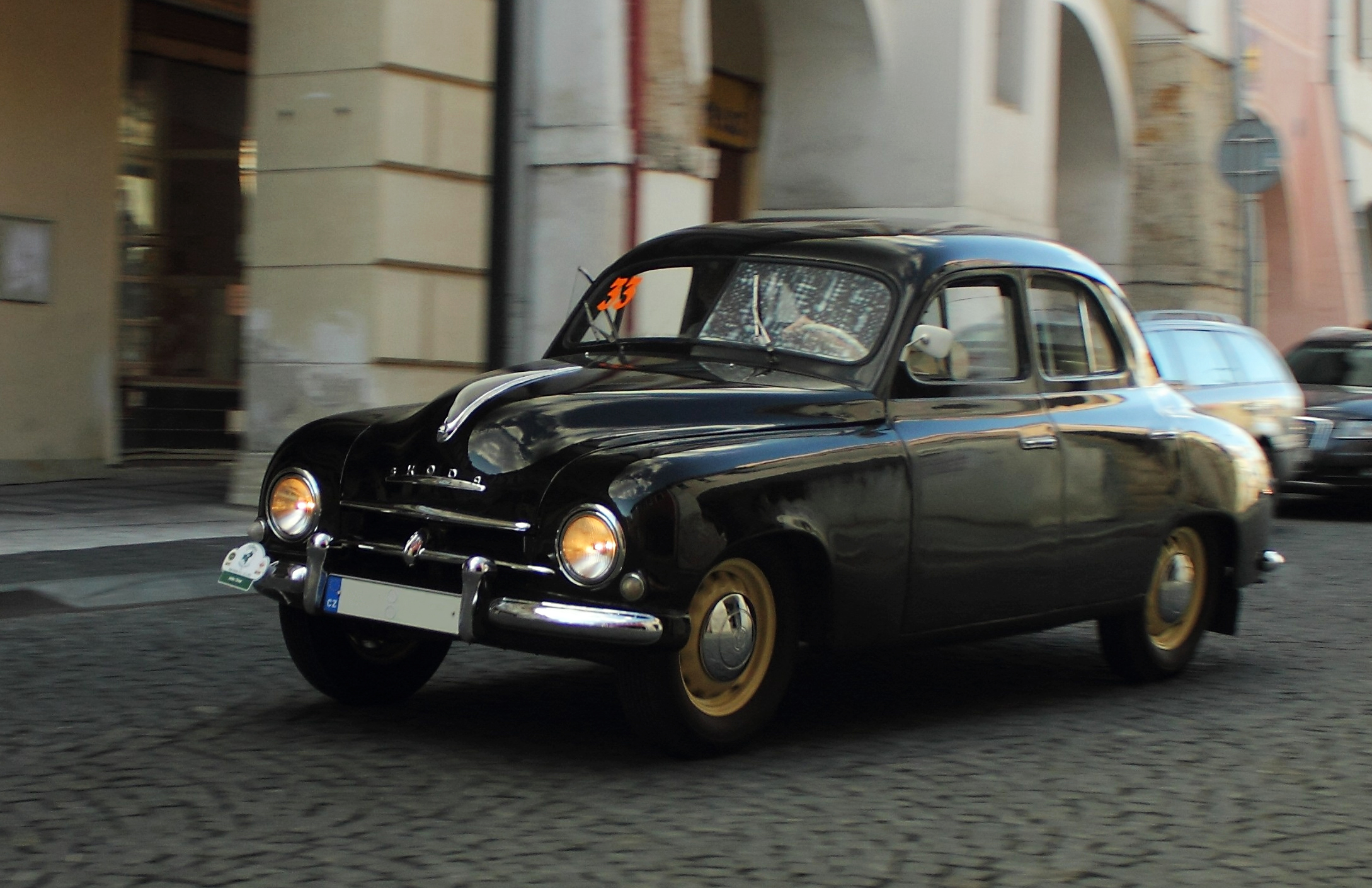
Škoda 1201 Sedan (1957)

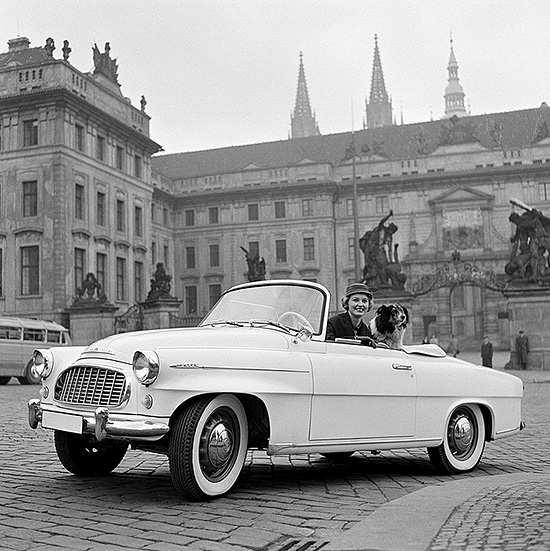
Škoda 450 (1957)

- Škoda 1200 (1952–55)
- Škoda 440 / 445 / 450 (1955–59)
- Škoda 1201 (1955–62)
- Škoda Felicia (1959–64)
- Škoda Octavia (1959–64)

### 1960-ті роки
- Škoda 1202 (1961–73)
- Škoda Octavia Combi (1964–71)
- Škoda 1000 MB (1964–69)
- Škoda 1203 (1968–99)
- Škoda 100/110 (1969–77)

### 1970-ті роки
- Škoda 110 R (1970–80)
- Škoda 105 / 120 / 125 (1976–90)

### 1980-ті роки
- Škoda Garde / Rapid (1984–90)
- Škoda 130 / 135 / 136 (1984–90)
- Škoda Favorit / Forman / Pick-up (Type 781, Type 785, Type 787; 1987–95)

### 1990-ті роки
- Škoda Felicia (1994—2001)

### 2000-ті роки
- Škoda Roomster / Praktik — мінівен LAV (2006—2015)
- Škoda Yeti — міні SUV (2009—2017)

### 2010-ті роки
- Škoda Citigo (2011—2021)
- Škoda Rapid (Індія)[en] (2011—2021)
- Škoda Rapid (2012) (2012—2023)

## Концепт-кари
- Vision Gran Turismo (2024)
- Epiq (2024)
- Roadiaq (2023)[2]
- Vision 7S (2022)[3]
- Afriq (2022)
- Vision IN (2020)
- Slavia Cabrio (2020)
- Vision GT (2019)
- Vision iV (2019)
- Mountiaq (2019)
- Vision RS (2018)
- Vision X (2018)
- Sunroq (2018)
- Vision E EU (2017)
- Vision E China (2017)
- Element (2017)
- Vision S (2016)
- Atero (2016)
- Funstar (2015)
- CitiJet (2014)
- Vision C (2013)
- MissionL (2011)
- Vision D (2011)
- Fabia Super (2007)
- Joyster (2006)
- Yeti II (2006)
- Roomster (2003)
- Tudor (2002)
- Fabia Paris Edition (2002)
- Ahoj (2002)
- Felicia Golden Prague (1998)
- 783 Favorit Coupé (1987)
- Škoda 110 Super Sport Ferat (1971)
- Škoda 1100 GT (1968)
- Škoda 720 (1967—1972)
- Škoda F3 (1964)
- Škoda 1100 Type 968 (1958)
- Škoda 973 Babeta (1949)